# 香港亞太研究所
香港亞太研究所（英語：Hong Kong Institute of Asia-Pacific Studies）是香港中文大學開設的一個對亞洲及太平洋地區研究的研究機構，成立於1990年，主力研究香港在亞太地區的角色以及其發展，並提供學者教職員及研究生一個優良的研究發展平台。其宗旨為推動多元跨學術社會政治經濟研究。

## 歷任所長
1. 楊汝萬教授
2. 李少南教授
3. 張妙清教授 (現任)
4. 趙永佳教授
5. 馮應謙教授 (現任)

## 研究中心
1. 華人家庭研究中心
2. 中國城市住宅研究中心
3. 生活質素研究中心
4. 社會與政治發展研究中心
5. 社會創新研究中心
6. 青年研究中心
7. 經濟研究中心
8. 性別研究中心
9. 國際事務研究中心
10. 公共政策研究中心
11. 城市與區域發展研究中心

## 研究計劃
1. 中國法律研究計劃
2. 南中國研究計劃
3. 香港社會指標與社會發展研究計劃 (位於社會與政治發展研究中心之下)
4. 性小眾研究計劃 (位於性別研究中心之下)
5. 經濟政策研究計劃 (位於經濟研究中心之下)
6. 金融市場研究計劃 (位於經濟研究中心之下)
7. 經濟教育計劃 (位於經濟研究中心之下)
8. 貿易與發展研究計劃 (位於經濟研究中心之下)

## 電話調查研究室
- 電話調查研究室成立於1995年，宗旨為向有意利用電話訪問作抽樣調查的學者及社會機構提供專業服務
- 對公共事務作定期的民意調查，並發布有關結果，以此作為大學與社會大眾的溝通橋樑
- 非常重視知識轉移的工作，讓公眾對社會調查（尤其是民意調查）有更深入的認識
- 共有六十個電話訪問工作站，可於同一時間應付大樣本調查的需要，乃香港學術界具規模的電話調查研究組織之一

## 民意調查（部分）
- 2014年：關於香港核心價值的民調[1]

## 外部連結
- 香港亞太研究所
- 華人家庭研究中心 （页面存档备份，存于）
- 中國城市住宅研究中心 （页面存档备份，存于）
- 生活質素研究中心 （页面存档备份，存于）
- 社會與政治發展研究中心 （页面存档备份，存于）
- 社會創新研究中心 （页面存档备份，存于）
- 青年研究中心 （页面存档备份，存于）
- 性別研究中心 （页面存档备份，存于）
- 經濟研究中心 （页面存档备份，存于）
- 國際事務研究中心 （页面存档备份，存于）
- 公共政策研究中心 （页面存档备份，存于）
- 城市與區域發展研究中心 （页面存档备份，存于）
- 中國法律研究計劃 （页面存档备份，存于）
- 南中國研究計劃 （页面存档备份，存于）